# Microphorella malaysiana
Microphorella malaysiana är en tvåvingeart som beskrevs av Igor Shamshev och Patrick Grootaert 2004. Microphorella malaysiana ingår i släktet Microphorella och familjen styltflugor.
Artens utbredningsområde är Thailand. Inga underarter finns listade i Catalogue of Life.